# 黑水鸡
黑水鸡（学名：Gallinula chloropus）为秧鸡科黑水雞屬的鸟类，又名黑水雞、水鵁鴒、烏水雞、田雞仔。分佈在古北界的許多地區，從非洲到歐洲和亞洲。该物种遍布世界各地，模式产地在英格兰。
紅冠水雞生活在植被茂密的沼澤、池塘、運河和其他濕地附近。 該物種不分佈於極地地區或許多熱帶雨林。在其他地方，除了某些地區的白冠雞，它可能是最常見的秧雞物種。
與其密切相關的普通美洲秧雞，分佈於新北界，自2011年以來已被大多數權威機構，從美國鳥類學家聯合會和國際鳥類學委員會開始，認定為一個獨立的物種。

## 分類
紅冠水雞由瑞典博物學家卡爾·林奈於1758年在其《自然系統》第十版中正式描述。自然系統 他將其歸入骨頂屬並創造了雙名法Fulica chloropus。紅冠水雞現在是屬於法國動物學家馬蒂蘭·雅克·布里松於1760年引入的水雞屬（Gallinula）中的五個現存物種之一。 屬名來自拉丁語，意為“小母雞”或“小雞”。具體種小名chloropus由古希臘語khlōros的χλωρός（意為“綠色”）和pous（πούς）意為“腳”組成。
紅冠水雞的英名common moorhen，該名稱mor-hen自13世紀以來一直被記錄在英語中。 此處的單詞moor是一個古老的意思，意為marsh； 該物種通常不在沼澤地出現。較舊的名稱“普通水雞（common waterhen）”更能描述這種鳥的棲地。 "watercock"並非"waterhen"的雄性，而是另一種秧雞董雞，與紅冠水雞沒有密切關係。"Water rail"通常指的是西方秧雞，同樣與紅冠水雞無關。
五個亞種已被確認：
- G. c. chloropus（林奈, 1758）——從歐洲和北非到日本和東南亞
- G. c. meridionalis（布雷姆, CL, 1831）——撒哈拉以南的非洲和聖赫勒拿（熱帶東南大西洋）
- G. c. pyrrhorrhoa 牛頓, A, 1861——科摩羅群島、馬達加斯加、留尼汪和毛里求斯（西部、中部馬斯克林群島）
- G. c. orientalis 霍斯菲爾德, 1821——內群島（東北塞舌爾）、安達曼群島、馬來半島、大巽他群島和小巽他群島、蘇拉威西地區和菲律賓
- G. c. guami 哈特特, EJO, 1917——北部馬里亞納群島和關島（西部密克羅尼西亞）

## 描述

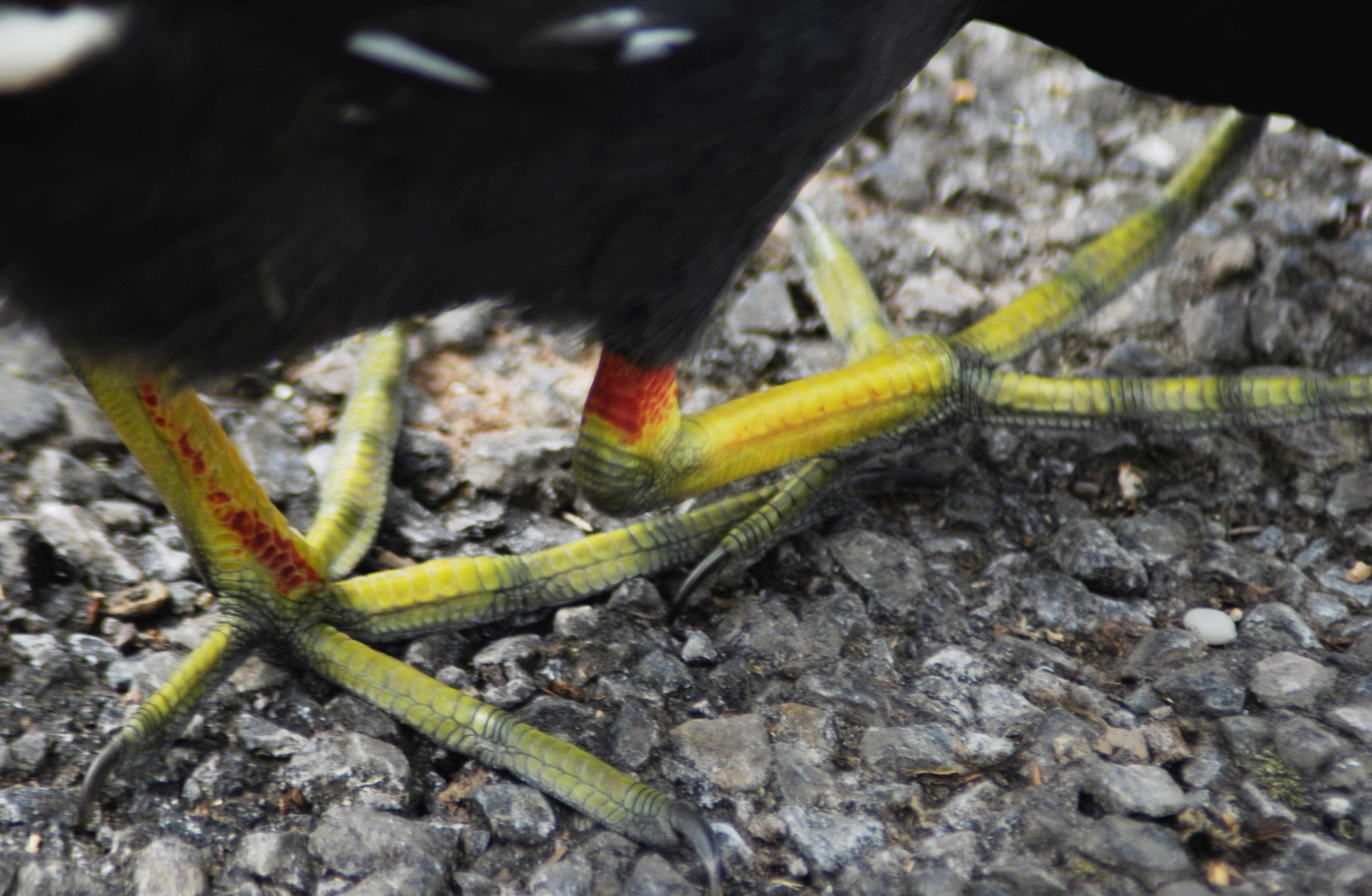
紅冠水雞的腳沒有蹼。

秧雞是一種具有獨特特徵的物種，主要呈黑色和棕色羽毛，尾下部為白色，側面有白色條紋，腿為黃色，額盾為紅色。喙為紅色，尖端為黃色。幼鳥更為棕色，且沒有紅色額盾。成鳥的額盾頂部呈圓形，側面相對平行；紅色無羽毛區域的尾部邊緣呈平滑的波浪狀。meridionalis種比指名亞種（指名種）小，具有石板藍灰色上翼覆羽，且缺乏橄欖色光澤。orientalis種類似於meridionalis，但額盾較大。pyrrhorrhoa種比指名種顏色較深；pyrrhorrhoa種的下尾覆羽為淡黃色。 在美洲的相關物種普通美洲秧雞（Gallinula galeata）中，額盾頂部相對平直，且向喙方向較窄，形成明顯的凹痕。
紅冠水雞發出多種含糊不清的叫聲，在受到威脅時會發出響亮的嘶嘶聲。 中型至大型秧雞，身長可達30至38 cm（12至15英寸），翼展達50至62 cm（20至24英寸）。該物種的體重範圍可達192至500 g（6.8至17.6 oz）。

## 分佈和棲地
這是一種常見的繁殖和留鳥，生活在沼澤環境、河流、植被茂密的湖泊，甚至城市公園中。居住在水體會結冰的地區，例如東歐的種群，會遷徙到較為溫暖的氣候。在中國，紅冠水雞的種群主要定居在長江以南，而北方的種群則在冬季遷徙，因此這些種群具有高度的遺傳多樣性。

## 行為

### 食物和取食
這個物種會消耗多種植物材料和小型水生生物。牠們在水邊或水中覓食，有時會在睡蓮葉上行走或在水中翻動覓食。牠們通常較為隱秘，但在某些地區可能會變得馴化。儘管在部分棲息範圍內失去了棲地，紅冠水雞仍然數量豐富且分佈廣泛。
在2020年代，中華人民共和國的研究人員發現它也捕食福壽螺，是控制福壽螺生物入侵的潛在天敵。

### 繁殖
鳥類在繁殖季節是領域性的，會與同種的其他成員以及其他水鳥如鴨子鬥爭，以將牠們趕出領地。巢是一個籃狀結構，建於茂密的植被中的地面上。產卵從春季開始，北半球溫帶地區通常在三月中旬到五月中旬之間。每隻雌鳥早期通常產下約8枚卵；晚期的巢中通常只有5-8枚或更少的卵。不同的雌鳥可能會重複使用同一個巢。孵化期約為三週。雙親均參與孵卵和餵養幼鳥。幼鳥在40-50天後會長羽，通常在幾週後變得獨立，並可能在次年春天產下第一窩卵。當遇到威脅時，幼鳥可能會附著在親鳥身上，然後成鳥會帶著幼鳥飛到安全的地方。

## 狀態與種群
從全球範圍來看——所有亞種統計在內——紅冠水雞如其通用名稱所示般普遍。因此，該物種被IUCN列為無危物種。 然而，小種群可能容易滅絕。屬於廣泛分佈的G. c. orientalis亞種的帛琉種群非常稀少，當地稱之為debar（這是一個泛指鴨子的通用詞，意為“水禽”），並且顯然這些鳥類被當地居民獵捕。該物種在群島上的大部分種群出現在安加爾島和貝里琉島，而在科羅爾可能已經消失。在巴貝圖阿普島的恩加爾多克湖濕地中，仍有幾十隻存在，但帛琉的紅冠水雞總數約與關島的種群數量相當：在任何調查中，遇到的成鳥數量都少於100隻（通常少於50隻）。
其他地方的紅冠水雞局部種群也開始受到威脅。英國皇家鳥類保護協會將紅冠水雞列為其保護狀況中等關注的103個物種之一，原因是其種群數量最近有所下降。英國的繁殖對數量已降至自1966年以來的最低水平，並受《野生動物和鄉村法》（1981年）的保護。
普通黑水雞是首次描述環腔科扁蟲寄生蟲 Cyclocoelum mutabile 的鳥類之一（另一種是白冠雞，Fulica atra）。這種鳥也被黑雞蚤（Dasypsyllus gallinulae）寄生。

## 亞種
目前有五個亞種被認為有效；此外還有幾個已被描述的亞種，現被視為次異名。大多數亞種的區別並不十分明顯，因為差異相當微妙且通常是地域漸變性質。通常，發現地點是最可靠的亞種識別標誌，但由於此物種的遷徙傾向，使基於位置的識別不完全可靠。除了下述的現存亞種外，還有一種未描述的形式，來自土耳其的更新世早期。
| 按描述日期列出的亞種列表                                                  | 按描述日期列出的亞種列表 | 按描述日期列出的亞種列表                 | 按描述日期列出的亞種列表 |
| 普通和 三名法名稱                                                         |                          | 描述                                     | 分佈範圍 |
| ------------------------------------------------------------------------- | ------------------------ | ---------------------------------------- | --- |
| 歐亞紅冠水雞 G. c. chloropus （Linnaeus, 1758） 包括correiana和indica。   |                          | 翅膀和背部呈黑橄欖色                     | 分佈於從西北歐至北非洲，向東至中西伯利亞，從印度次大陸濕潤地區和東南亞向東延伸至日本；也發現於加那利群島、亞速群島、馬德拉群島和佛得角群島。                                                                              |
| 印度-太平洋紅冠水雞 G. c. orientalis （Horsfield, 1821）                  |                          | 小型，具有板岩灰色上翼覆羽和大額盾。     | 分佈於塞舌爾、安達曼群島、馬來西亞南部經印度尼西亞至菲律賓和帛琉。自1980年代以來存在於雅浦島的繁殖種群可能屬於該亞種，但也可能是罕見的G. c. guami。 種群數量：帛琉於2000年代初可能有幾百隻，雅浦島於2000年代初少於100隻。 |
| 非洲紅冠水雞 G. c. meridionalis （C. L. Brehm, 1831）                     |                          | 類似於orientalis，但額盾較小。           | 分佈於撒哈拉以南非洲和聖赫勒拿。 |
| 馬達加斯加紅冠水雞 G. c. pyrrhorrhoa （A. Newton, 1861）                  |                          | 類似於meridionalis，但下尾覆羽呈淡黃色。 | 分佈於馬達加斯加、留尼汪、毛里求斯和科摩羅群島。 |
| 馬里亞納紅冠水雞 G. c. guami （Hartert, 1917） 在查莫羅語中稱為pulattat。 |                          | 體羽非常深色。                           | 特有於北部馬里亞納群島，但見上文的G. c. orientalis。 種群數量：約300隻，數據來自2001年。 |

## 未認可亞種
根據ITIS資料，黑水鸡尚包括以下亚种

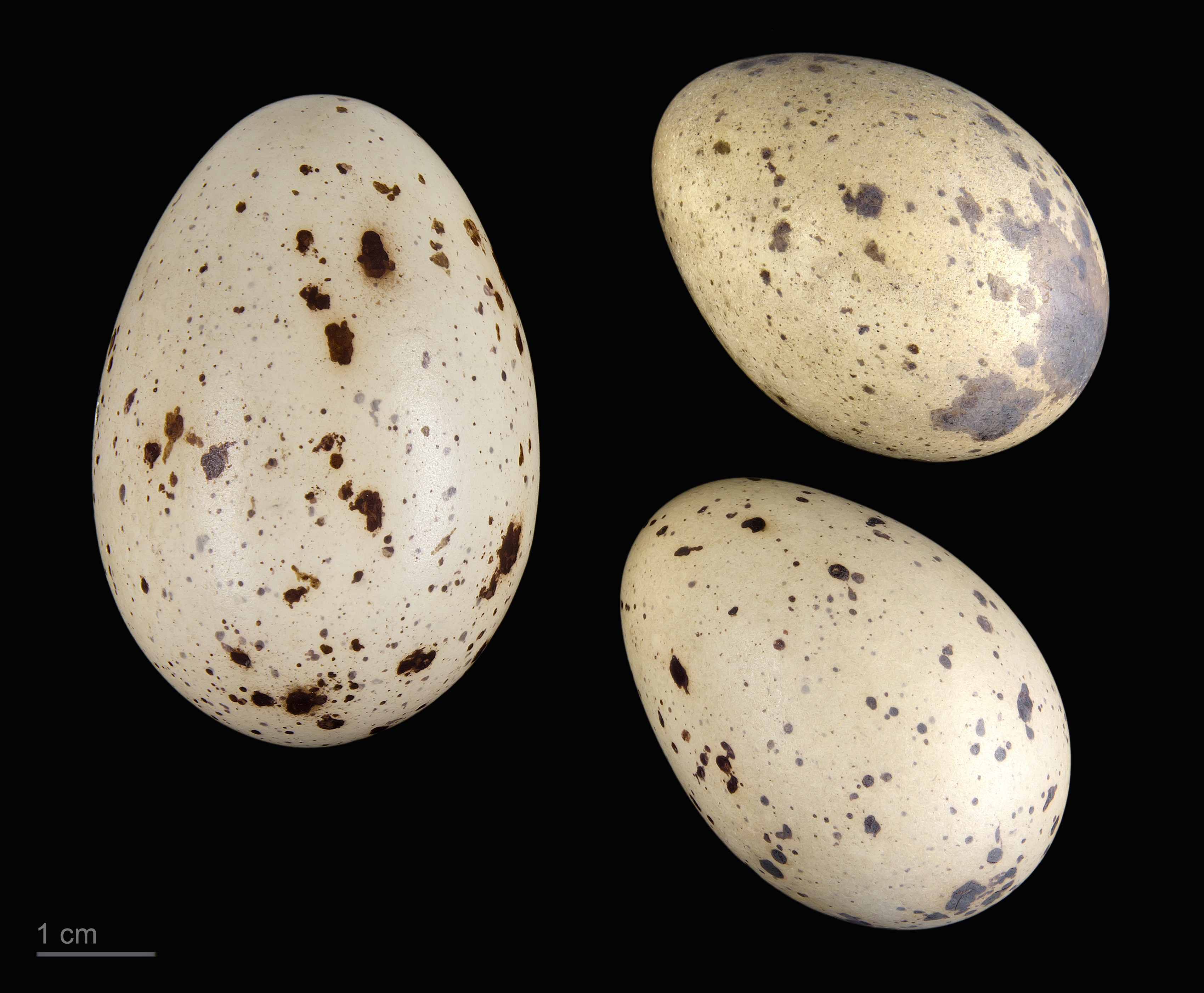
卵 Gallinula chloropus

- Gallinula chloropus barbadensis （Bond, 1954），巴巴多斯。
- Gallinula chloropus cachinnans （Bangs, 1915），北美洲西部，从加拿大西南部到中美巴拿马西部，加拉帕戈斯和百慕大。
- Gallinula chloropus cerceris （Bangs, 1910），安的列斯群岛（除特立尼达和巴巴多斯以外），美国佛罗里达州南部。
- Gallinula chloropus galeata （Lichtenstein, 1818），特立尼达岛，圭亚那，从巴西的亚马孙南向北阿根廷和乌拉圭。
- Gallinula chloropus garmani （Allen, 1876），南美秘鲁至阿根廷安第斯山脉地区。
- 黑水鸡普通亚种（学名：Gallinula chloropus indica）。在中国大陆，分布于华北、华南等地。该物种的模式产地在印度。[25][26]。ITIS没有认准这个亚种。
- Gallinula chloropus pauxilla （Bangs, 1915），中美巴拿马东部到南美秘鲁西北部。
- Gallinula chloropus sandvicensis （Streets, 1877），夏威夷。

## 圖庫

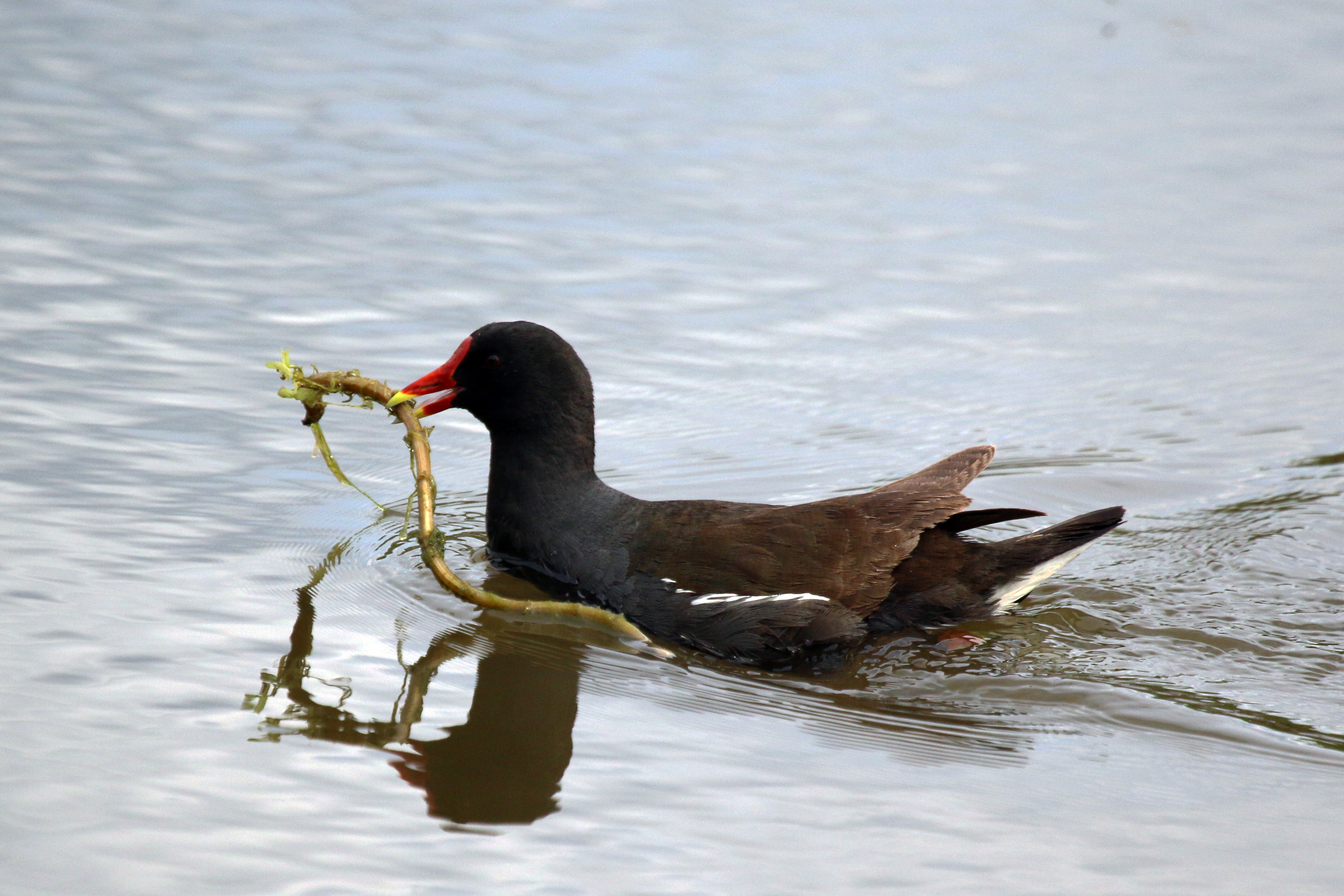
採集築巢，沃爾弗科特,牛津郡
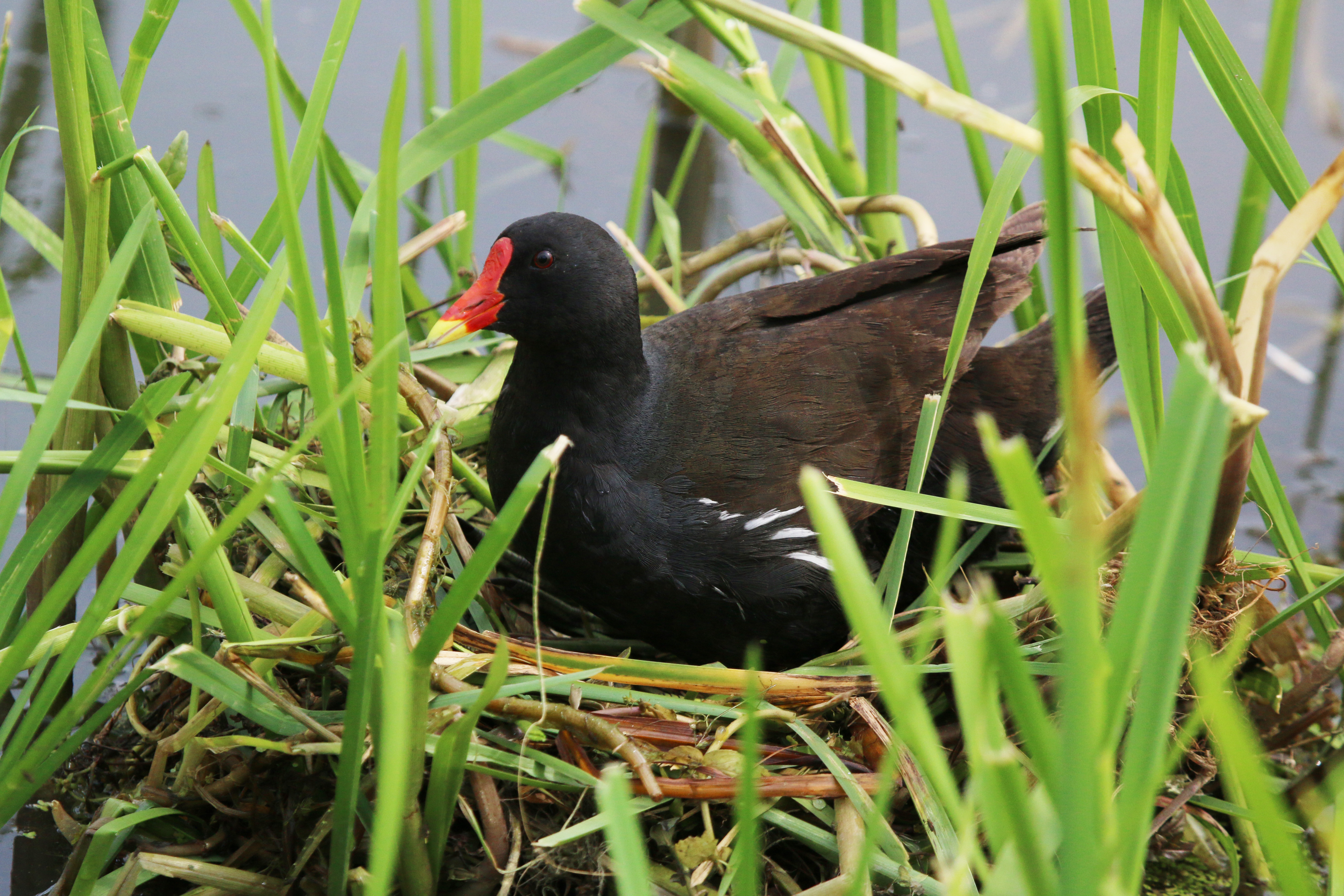
在巢中，沃爾弗科特,牛津郡
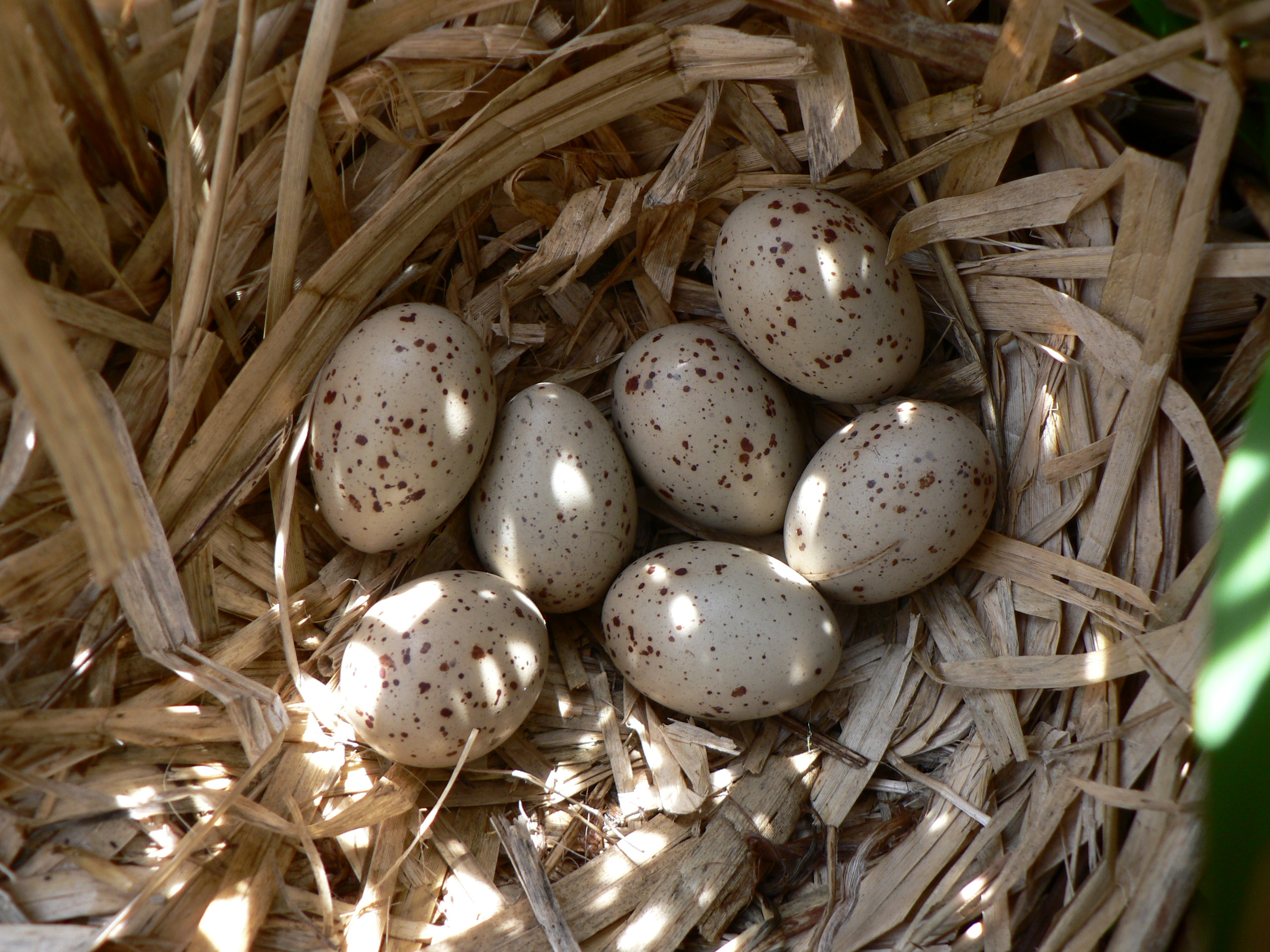
G. c. chloropus與一小窩蛋, 築巢於威爾根霍克,代爾勒克（比利時）
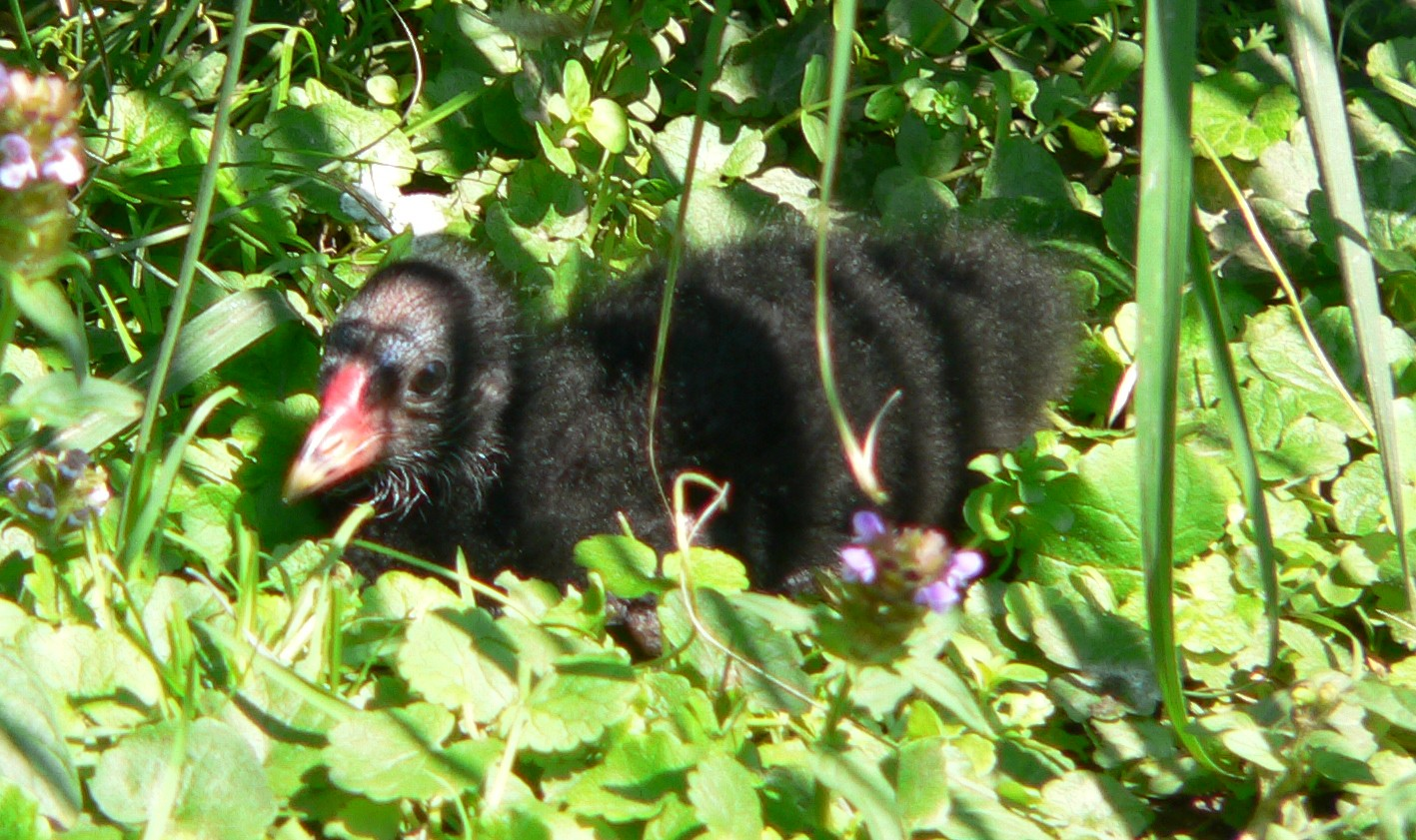
小雞，1-2 週齡
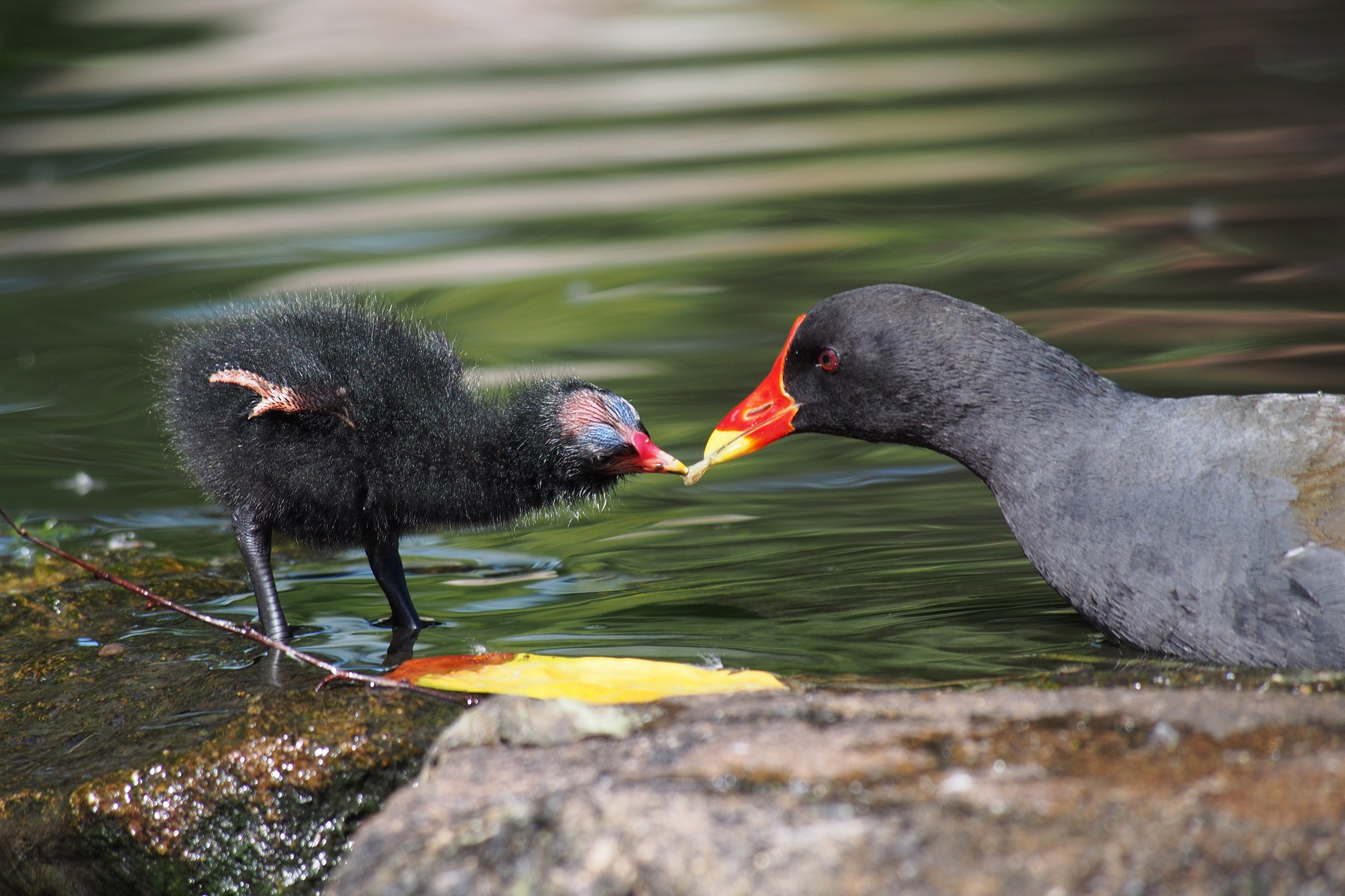
紅冠水雞給小雞餵一些反芻的食物
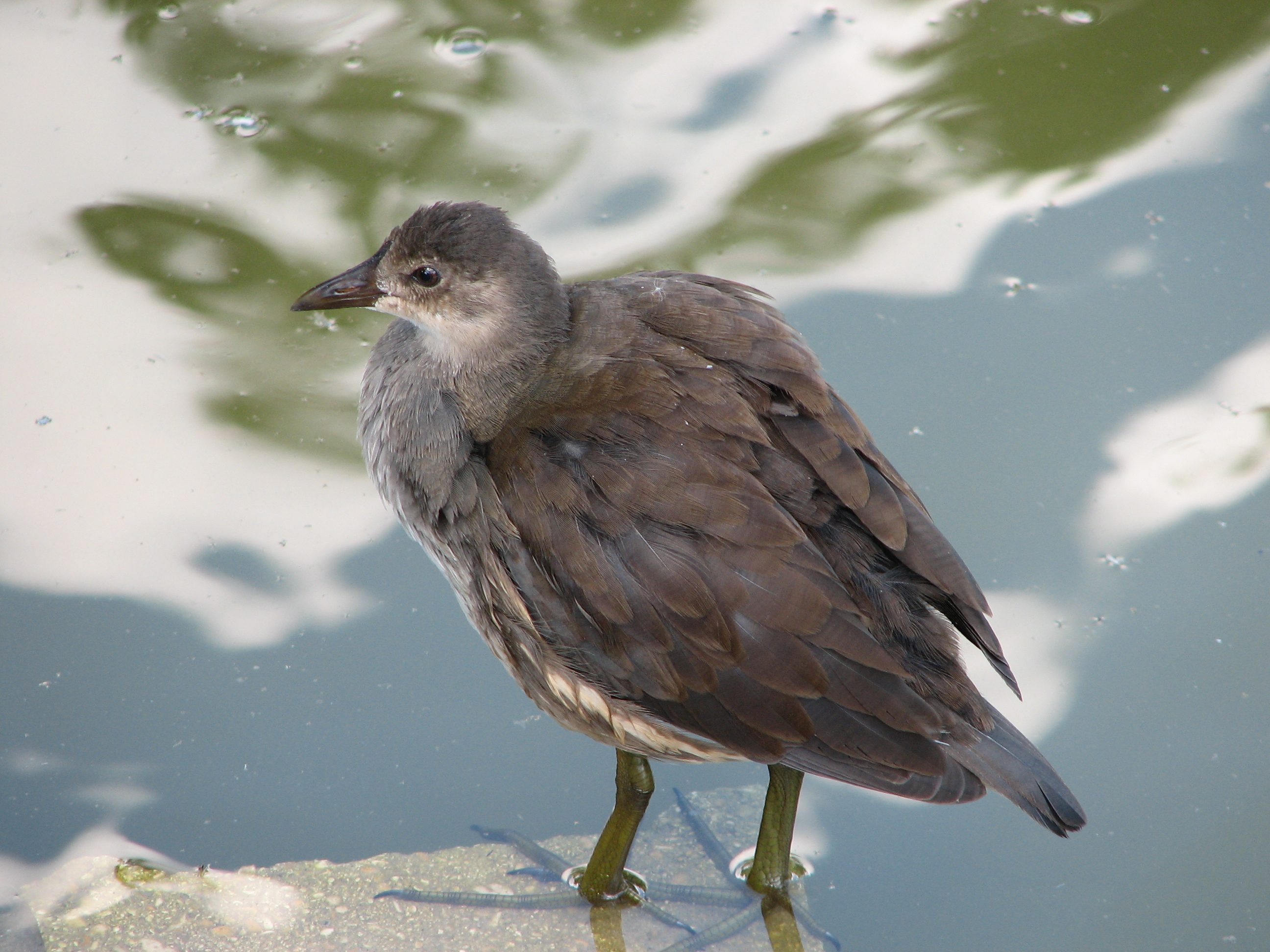
G. c. chloropus亞成鳥,3-4 個月大，在 貝西公園, 巴黎（法國）
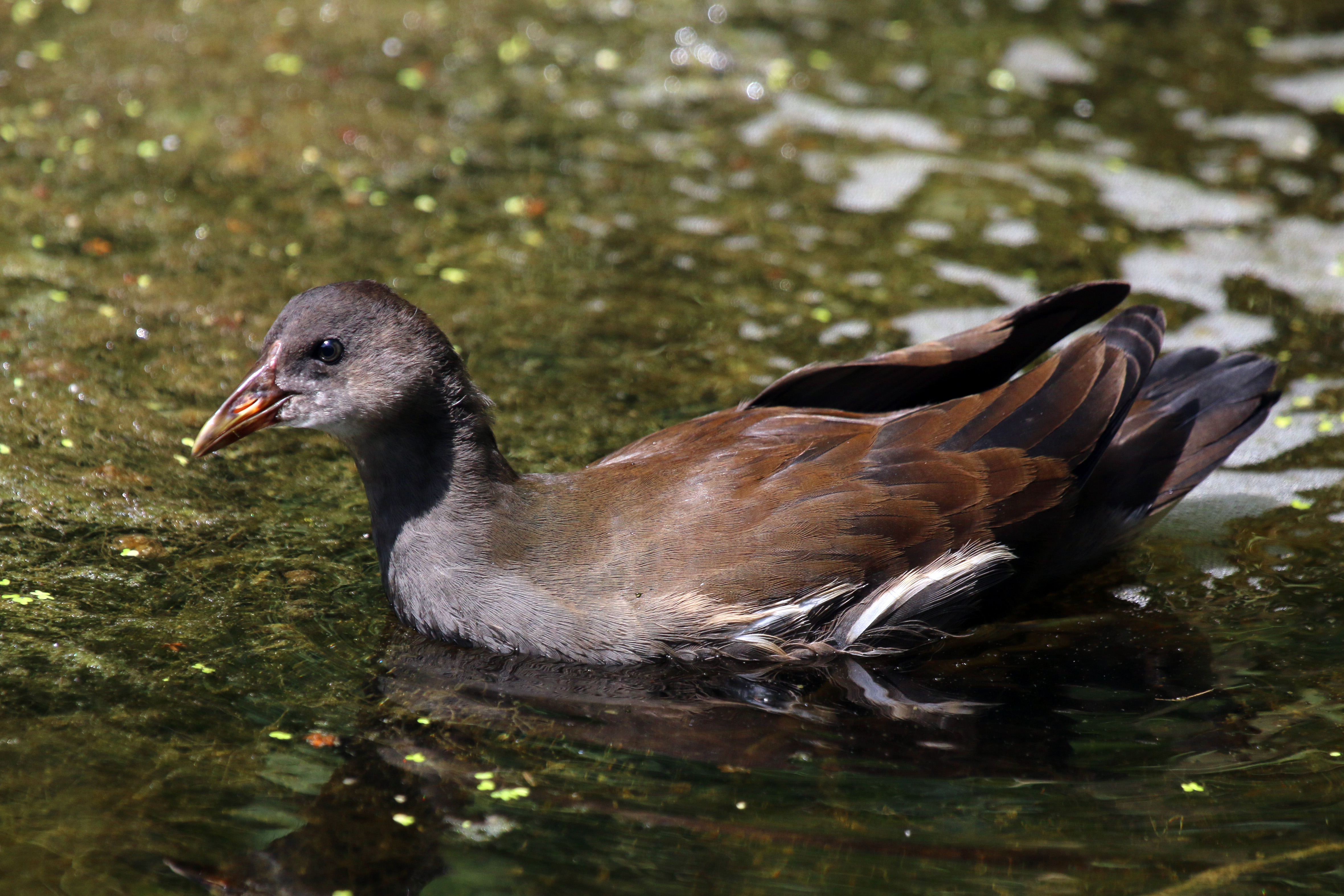
亞成鳥， 斯特朗普肖芬自然保護區,諾福克
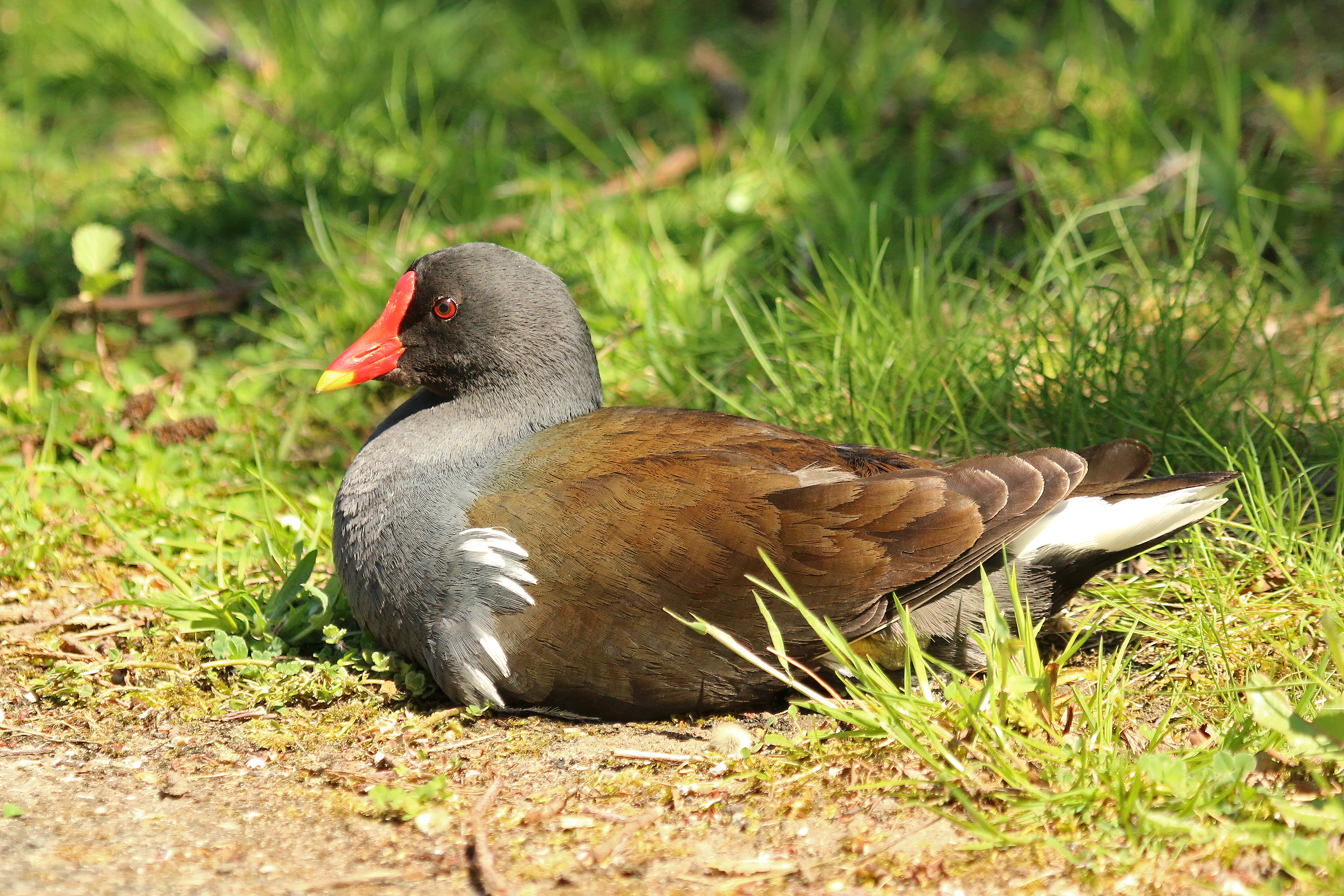
年輕成鳥，倫敦